# Hallungen
Hallungen é um município da Alemanha, situado no distrito de Wartburg, no estado da Turíngia. Tem 3,93 km² de área, e sua população em 2019 foi estimada em 197 habitantes.